# Xabier Arakistain
Xabier Arakistain Ecenarro "Arakis" (Madrid, 25 de marzo de 1966) es un comisario de arte y feminista español. Desde su primera exposición, Trans Sexual Express (BilbaoArte 1999) retiene la categoría sexo como criterio curatorial.  En 2005 impulsó el Manifiesto ARCO’05, que demandaba a las administraciones públicas medidas prácticas para implementar la igualdad de oportunidades entre los sexos en el campo del arte,   

## Trayectoria
Se licenció en periodismo y obtuvo el DEA en el Departamento de Comunicación Audiovisual de la Facultad de Ciencias Sociales y de la Información de la Universidad del País Vasco Tiene además un Master en Cine por la misma universidad.
Realizó su primera exposición en 1999 Trans Sexual Express ( BilbaoArte) incorporando ya como criterio curatorial la categoría sexo.

En 2001 con la comisaria Rosa Martínez, Trans Sexual Express se amplió a otros contextos exhibiéndose en el Centro de Arte Santa Mónica de Barcelona en la Mücsarnok Kunsthalle, Budapest (2002) y en el Kiosko Alfonso, La Coruña (2002). De 2001 a 2003 fue responsable de la programación paritaria de la Sala de Exposiciones de la Fundación BilbaoArte y de 2003 a 2006 dirigió las mesas de debate sobre arte y feminismo en los Foros de expertos en arte contemporáneo de la feria ARCO. 

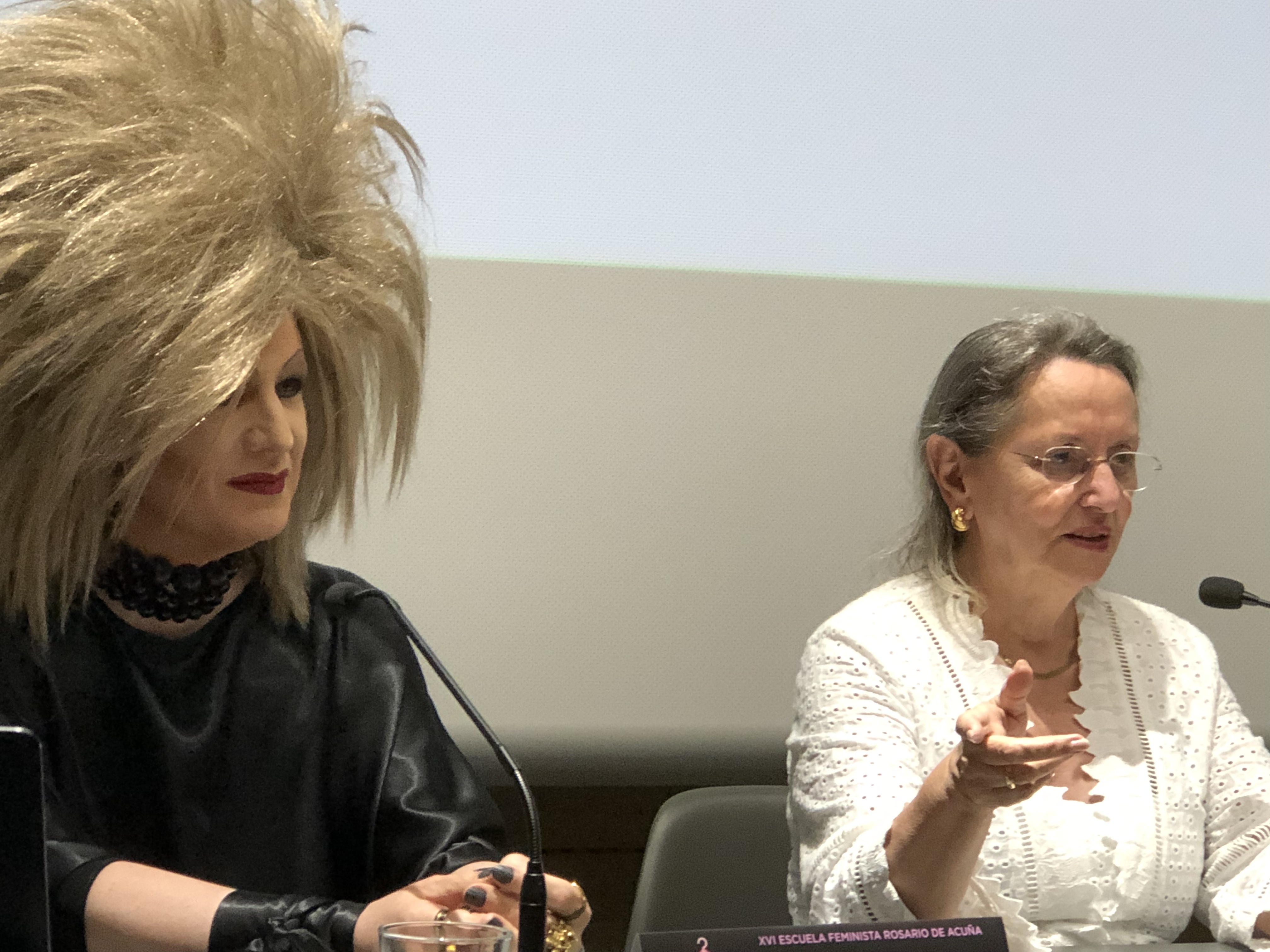
Arakis y Amelia Valcárcel en la Escuela Feminista Rosario Acuña 2019.

En 2007 comisarió la exposición sobre arte feminista Kiss-Kiss Bang-Bang. 45 años de Arte y Feminismo, en el Museo de Bellas Artes de Bilbao compuesta por 69 obras de 44 mujeres artistas individuales o miembros de colectivos artísticos feministas entre las que se encontraban obras de artistas feministas como Barbara Kruger, Ulrike Rosembach, Martha Rosler, Yoko Ono, Zoe Leonard, VNS Matrix, Maite Garbayo, Guerrilla Girls y Catherine Opie. La exposición contó con cinco apartados: El primero, obras relacionadas con "la construcción cultural del sexo, el género y la sexualidad"; el segundo, la "lucha por los derechos civiles y políticos" de las mujeres; el tercero, "la lucha por la liberación del cuerpo", el cuarto dedicado a la "denuncia específica de la violencia contra las mujeres" y el quinto titulado "Cómo reescribir una verdadera historia del género humano".
Entre 2007 y 2011, dirigió el Centro Cultural Montehermoso Kulturunea, donde comisarió exposiciones como La Mirada Iracunda (junto a Maura Reilly), Living Together (junto a Emma Dexter), What I See. Susan Hiller (junto a Beatriz Herraez) o Kick in the Eye. Ocho estrategias feministas para interrumpir la mirada masculina.
Arakistain también ha comisariado retrospectivas dedicadas a artistas pioneras del Arte Feminista como Margaret Harrison (Margaret Harrison. Diálogos entre el sexo, la clase y la violencia, Azkuna Zentroa 2017-2018), Judy Chicago (Why Not Judy Chicago? CAPC, Burdeos 2016, Azkuna Zentroa 2015), Guerrilla Girls (Whitechapel Gallery, Londres, 2016-17, FRAC Lorraine, Metz, 2016-17, Matadero, Madrid 2015, Alhóndiga Bilbao 2013 y  BilbaoArte 2002) o al artista underground británico Leigh Bowery (Museu Textil y de la Indumentaria de Barcelona 2004 y  BilbaoArte 2002), así como las exposiciones colectivas Kiss Kiss Bang Bang, 86 pasos en 45 años de Arte y Feminismo (Museo de BBAA, Bilbao 2007), Para todos los públicos (Sala Rekalde, Bilbao 2006) y Switch on the Power (MARCO de Vigo, C. C. Montehermoso de Vitoria, 2007 CAM de Gran Canaria).

## Políticas de igualdad y feminismo en el arte
Xabier Arakistain fue impulsor en 2005 del Manifiesto ARCO 2005 reclamando a las  administraciones públicas medidas prácticas para implementar la igualdad entre los sexos en el campo del arte que inspiró el artículo 26 de la Ley orgánica de 2007 para la Igualdad Efectiva de mujeres y hombres. En su trayectoria de investigación y comisariado se ha ocupado especialmente del análisis de la construcción cultural del sexo, el género y la sexualidad en el arte poniendo en valor el feminismo como acción política de cambio social y su interacción con la creatividad. 
Entre 2007 y 2011, dirigió el Centro Cultural Montehermoso Kulturunea, pionero en España en la incorporación de políticas de igualdad entre los sexos en los ámbitos del arte, el pensamiento y la cultura contemporáneos.
En 2008 puso en marcha junto a la antropóloga feminista Lourdes Méndez el curso interdisciplinar, internacional e intergeneracional Producción artística y teoría feminista del arte. Nuevos debates. Bajo el título Perspectivas feministas en las producciones artísticas y las teorías del arte, desde 2012 dicho curso se desarrolla en Azkuna Zentroa, Bilbao.

## Premios y reconocimientos
- 2019 Premio Gure Artea para la promoción de las artes plásticas y visuales por su trayectoria como comisario de exposiciones, un ámbito -destacó el jurado- en el que ha incorporado "paritariamente" a los y las artistas, y ha revisado "los cánones de la historiografía del arte oficial".[6]